# Cane da pastore di Ciarplanina
Il Cane da pastore di Ciarplanina  è una razza canina riconosciuta dalla FCI (Standard N. 41, Gruppo 2, Sezione 2). Il nome deriva dai Monti Šar. È un cane da montagna molossoide.

## Etimologia
Fu riconosciuto dalla Federazione Cinologica Internazionale come Cane da Pastore Illirico o Ilirski Ovčar[c] dal 1939 al 1957, quando il nome fu cambiato in Cane da Pastore Albanese Iliria 

## Storia
Come altri cani da pastore della sua mole, si ritiene che anche il pastore illirico discenda dai grandi cani da pastore che giunsero in Europa dall'Asia. Si ritiene essere il diretto discendente del Molosso d'Epiro, il cane che diede origine alla stirpe dei molossoidi. A differenza di molte altre razze dello stesso tipo, un gran numero di esemplari continuano a svolgere il loro compito nella terra d'origine, dove l'economia pastorale è ancora relativamente diffusa. La razza comincia ad essere conosciuta in occidente dove è apprezzata per la guardia alle proprietà.

## Descrizione
La coda è lunga e giunge almeno fino alla punta del garretto. La linea superiore della groppa continua in quella della coda quasi senza soluzione di continuità. Forte alla base. Il Charplaninatz è unicolore. Tutte le nuances di colore sono ammesse, fino al bruno scuro pressoché nero. I colori più stimati sono il grigio verdastro (grigio ferro) e il grigio scuro. Il manto macchiato o le macchie bianche non sono ammessi. La testa, le orecchie e le parti anteriori delle membra sono coperte di pelo corto. Il resto del corpo è ricoperto di pelo lungo e folto, pressoché piatto e un po' grosso. Sottopelo corto e più fine. La lunghezza del pelo sul garrese è di circa 10–12 cm e non è tollerato se più corto di 7 cm. Gli occhi sono a forma di mandorla, né sporgenti né infossati, di color castano scuro o chiaro, di espressione calma ma penetrante, mai spaurita. Orli palpebrali e mucose visibili sono di pigmentazione nera. Le orecchie sono piazzate sul prolungamento di una linea immaginaria che partendo dalla punta del tartufo passa per l'angolo interno dell'occhio o un po' più in basso. Sono pendenti, ricadenti a piatto contro le guance,i denti hanno forma di una “V” e sono di lunghezza media. La parte iraniana della testa è larga, con un solco mediano accusato. Visto di lato e dall'alto, il cranio si presenta leggermente convesso. Arcate sopracciliari poco pronunciate. Cresta occipitale non evidente. Stop poco pronunciato. Muso più corto del cranio, largo e profondo alla sua base, va leggermente e gradualmente assottigliandosi. La canna nasale è diritta e larga. Labbra di spessore medio, tese. Tartufo: largo e di pigmentazione nera. Lo standard di razza ufficiale prevede una altezza media di circa 70 cm per i maschi e di 64 cm per le femmine, ed un peso di 40-50 kg per i cani definiti "in condizioni da lavoro". Tuttavia nelle esposizioni si presentano cani di altezza al garrese massima intorno agli 80 cm per i maschi e 72 cm per le femmine con un peso che si aggira sui 70 kg per i maschi e 55 kg per le femmine.

## Carattere
Ha un carattere forte e coraggioso che gli permette da sempre di affrontare le prove più dure. Il suo impiego più tipico era infatti difendere le greggi dagli assalti dei lupi, degli orsi e di altri predatori. Ma si tratta anche di un cane che sa essere molto versatile a seconda delle necessità: non è stato infatti soltanto un temibile difensore ma anche un abile conduttore. Nonostante la durezza dei suoi compiti tradizionali, il Pastore di Ciarplanina è tuttavia un cane equilibrato che ben si adatta alla vita in famiglia, è infatti molto socievole e ama essere coccolato dai bambini, sebbene mantenga la sua atavica predisposizione alla diffidenza verso gli estranei. Si adatta bene ad ogni clima.
Questa razza faceva parte di quelle elencate nella lista delle razze canine pericolose, attualmente non più in vigore dopo l'entrata del nuovo ordinamento del 13 gennaio 2007 dove non si fa più riferimento all'aggressività del cane in base alla razza d'appartenenza. È bene in ogni caso farsi accompagnare in tutto il percorso di adozione fin da prima della nascita del cucciolo da un educatore cinofilo che possa man mano valutare eventuali criticita' della futura relazione.

## Cure
Non ha bisogno di particolari cure: per mantenere bello e sano il mantello è sufficiente qualche spazzolata data però con regolarità. Per via della mole necessita di un'alimentazione abbondante e riccamente proteica. Il cane da Pastore di Ciarplanina è un cane rustico abituato ai climi più rigidi che può dormire senza problemi all'aperto.